# Coproporus pulchellus
Coproporus pulchellus é uma espécie de insetos coleópteros polífagos pertencente à família Staphylinidae.
A autoridade científica da espécie é Erichson, tendo sido descrita no ano de 1839.

## Portugal
Trata-se de uma espécie presente no território português.
Está presente no Arquipélago dos Açores (não endémica) em todas as ilhas com excepção da ilha do Corvo.